# Budai Várnegyed
A Budai Várnegyed (németül: Ofener Burgviertel) Budapest I. kerületének egyik városrésze Vár néven, Buda városának ősi területe. 1987 óta az UNESCO világörökség listáján Budai Várnegyed néven szerepel. A Duna felett 70, a tengerszint felett pedig 175 méter magasan fekvő Várhegy fennsíkja történelmileg jó stratégiai pozíciónak számított. IV. Béla magyar király építtette meg itt a tatárjárás után erődjét, Hunyadi Mátyás pedig királyságának fővárosát. A város egyik leglátogatottabb területe, ez különösen a jól megőrzött örökségeinek köszönheti. A területen az útdíj bevezetésével érték el a forgalom jelentős korlátozását. Úthálózatát a középkori régi színes polgári házakkal szegélyezett keskeny utcák jellemzik. Területén számos középkori eredetű műemlék, valamint 17–18. századbeli lakóházak és középületek találhatóak. A Budai Várnegyed három fő része: a Budavári Palota, a Szent György tér (együtt: Budai Palotanegyed néven is) és a történelmi lakónegyed. Bár a várnegyed kétszer is szinte teljesen megsemmisült (Buda visszafoglalásakor és a második világháborúban), a mai napig fennmaradt. A negyed Buda régi városközpontjából bontakozott ki, amely mára a Bécsi kaputól, egészen a Szent György térig húzódik.
Budapest egyik lakó- és turisztikai hotspotja, néhány népművészeti bolttal és művészeti galériával. Ebben a kerületben található a Budavári Palota, a Halászbástya, a Mátyás-templom, a Collegium Budapest a Buda régi városházában, a Országos Széchényi Könyvtár, valamint a Magyar Köztársaság elnökének palotája, a Sándor-Palota. A Budavári sikló összeköttetést biztosít a kerület és a Duna-part között.

## Elnevezése
A kicsi vár (így nevezték) vagy röviden Várnegyed mellett a másik gyakori elnevezése egyszerűen Budai vár vagy – hivatalos névként is – Vár. E két utóbbit azonban nem árt egyértelműsíteni, hiszen szűkebb értelemben olykor csak a Budai Várnegyed déli felét alkotó Budavári Palotát értik rajta. Ugyanúgy, ahogy a Budai Várnegyed kifejezés alatt is olykor csak az északi részt, a történelmi lakónegyedet értik.
A harmadik Orbán-kormány 2014-ben határozatban rendelkezett a budai Várnegyed „védelme, megőrzése, méltó bemutatása” céljából a Nemzeti Hauszmann Terv előkészítéséről, ebben bevezette, majd 2018-ban kormányrendeletben meghatározta a Budai Palotanegyed megnevezésű területet, az abba tartozó ingatlanokkal, valamint az ott megvalósuló "kiemelten közérdekű" beruházásokkal érintett ingatlanok megnevezését és vagyonkezelési feladatait.

## Fekvése, határai
A Várnegyed Budapest I. kerületében, a Várhegyen található. A városrész határa a várfal, ami teljesen körbeveszi.

## Története
1243-ban indult meg a vár építése az akkori neve szerint „pesti Újhegyen”, a mai budai Várhegyen. 1246-ban a várható újabb mongol támadás miatt felgyorsult az építkezés. 1255-ben IV. Béla oklevelében, mint megépített várat említette már.
1279-ben IV. László a budai rektor segítségével kirekesztette Budáról a főpapságot. 6 év múlva a tatárok sikertelenül ostromolták a várat. 1289-ben Lodomér esztergomi érsek egyházi átokkal sújtotta a budai rektort, Walter ispánt és a budai polgárokat.

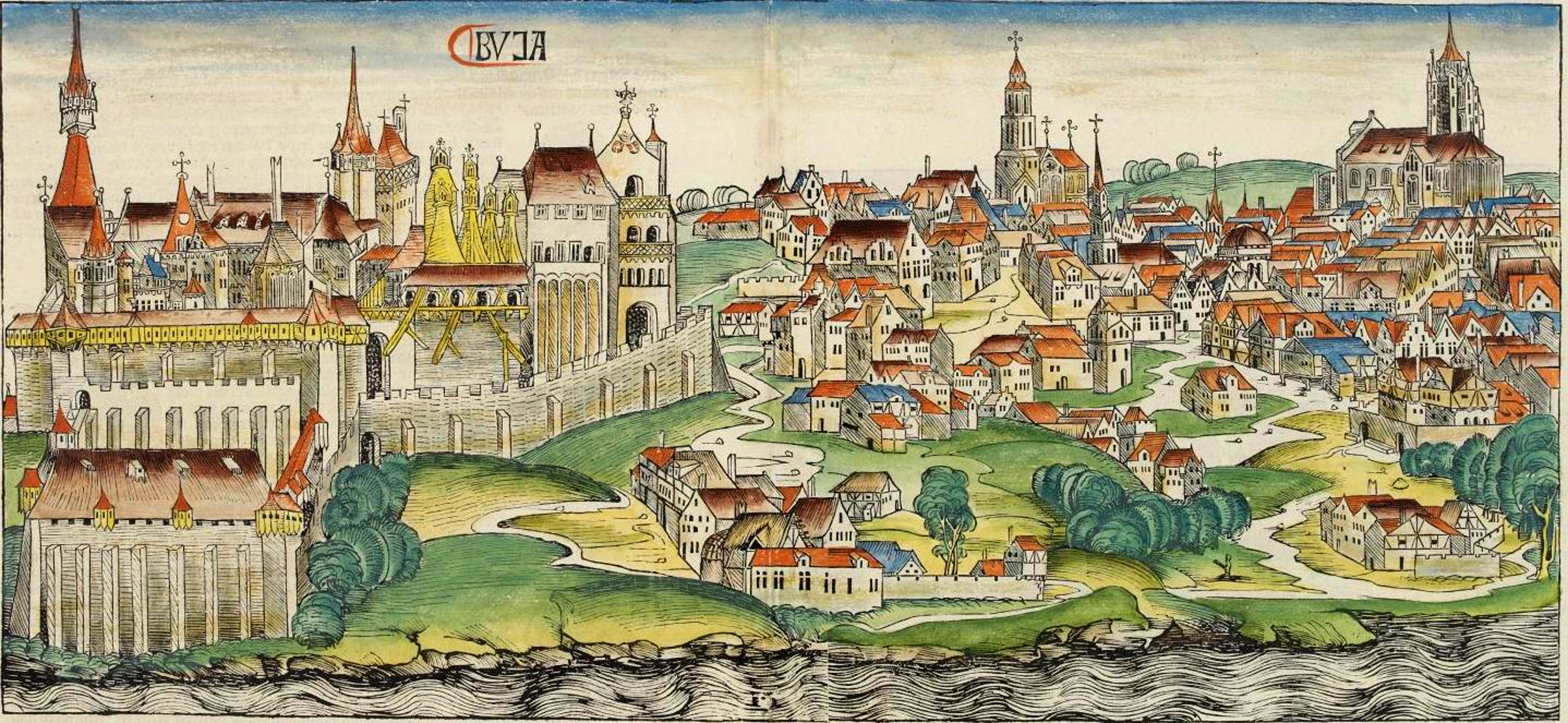
Buda legkorábbi ismert ábrázolása Hartmann Schedel Világkrónikájában (1493) A kép a váci püspök Szűz Mária-szigeten – a mai Margit-szigeten – lévő nyaralója tornyából készült

1302-ben Károly Róbert sikertelenül ostromoltatta Budát Csák nembeli Márk fia II. István Bakonyi ispánnal a III. Vencel-párti urakkal és a budai polgárokkal szemben. Ezután VIII. Bonifác pápa Vencelt és a budai polgárokat egyházi átokkal sújtja. Viszonzásul a budai polgárok (a történelemben egyedülálló módon) kiátkozzák a római pápát. 1304-ben III. Vencel elhagyta az országot. 1307-ben egy pápai rendelet Budát eretnek várossá nyilvánította. Ez év júniusában a Károly Róbert-párti polgárok átvették az uralmat a városban. 1311-ben Csák Máté hadai ostromolták sikertelenül a várat a Károly-párti polgársággal szemben. Az 1330-as években a Várhegy déli végén az Anjouk, Károly Róbert király és fiai, István herceg és Nagy Lajos király palotát kezdtek építeni.
1354-ben Nagy Lajos király Visegrádról Budára helyezte át udvartartását. A vár és a város fejlődése ezután folyamatos, egészen a török időkig. Zsigmond magyar király 1410 és 1430 között építtette meg a Friss-palotát.
Mátyás korában így írnak a várról:
A palota az 1578-as és az 1686-os lőporrobbanás során pusztult el. A középkori palota, a trónterem, a királyi lakosztály, a csillagvizsgáló és a könyvtár építését Mátyás király fejezte be. A déli Nagyrondella is ekkor készült.
1525. május 11-én a városban néhány napos zavargás tört ki. Egy évvel később II. Lajos király a vár őrizetét Bornemissza János várnagyra bízta. 1526. szeptember 12-én a mohácsi csata után I. Szulejmán szultán bevonult Budára. 11 nappal később, miután a várat és a várost is felgyújtatta és kirabolta, Szulejmán hadaival elvonult. Október 31-én a mohácsi csatavesztés után a várat Szapolyai János erdélyi vajda szállta meg. 1527 júliusában I. Ferdinánd osztrák főherceg, magyar király kezére került. 1529. szeptember 3-án I. (Szapolyai) János király török katonai segítséggel visszafoglalta.

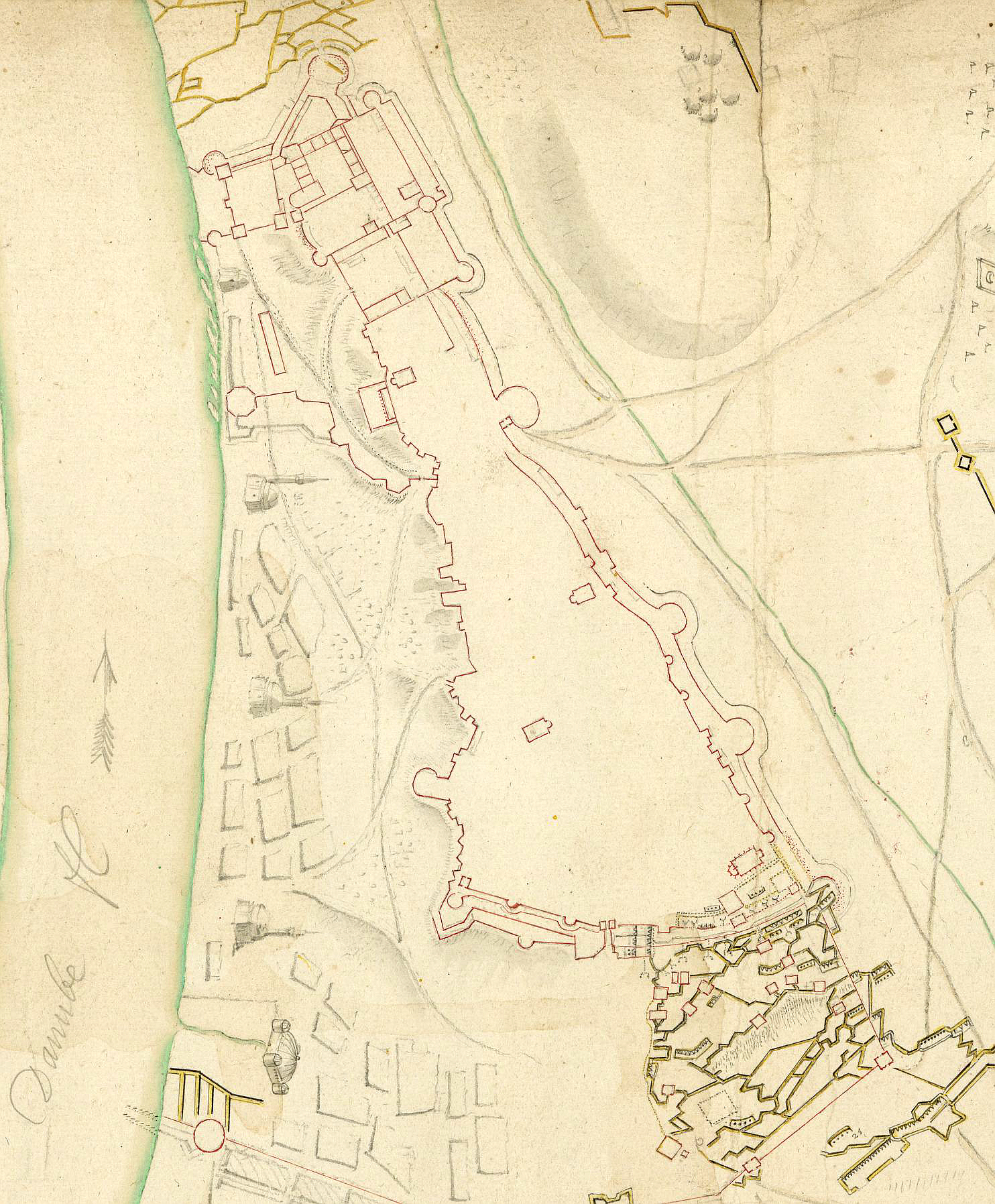
A budai vár falainak alaprajza 1700 körül

1530-ban Roggendorf gróf császári tábornok sikertelenül ostromolta a várat. János király az ostrom után Domenico da Bologna olasz mérnökkel javíttatja ki a megsérült falakat. 1541. augusztus 29-én Szulejmán szultán csellel elfoglalta. A következő évben, 1542-ben a magyarok sikertelenül ostromolták a várat. 1566-ban újabb sikertelen visszafoglalási kísérlet[forrás?].
1598-ban Pálffy Miklós, Schwarzenberg Adolf és Nadasdy Tamás sikertelenül ostromolták a várat. Russwurm Hermann Kristóf császári tábornagy sem tudta elfoglalni, sem 1602. október 2. – november 15. között, sem a következő évben, 1603-ban.

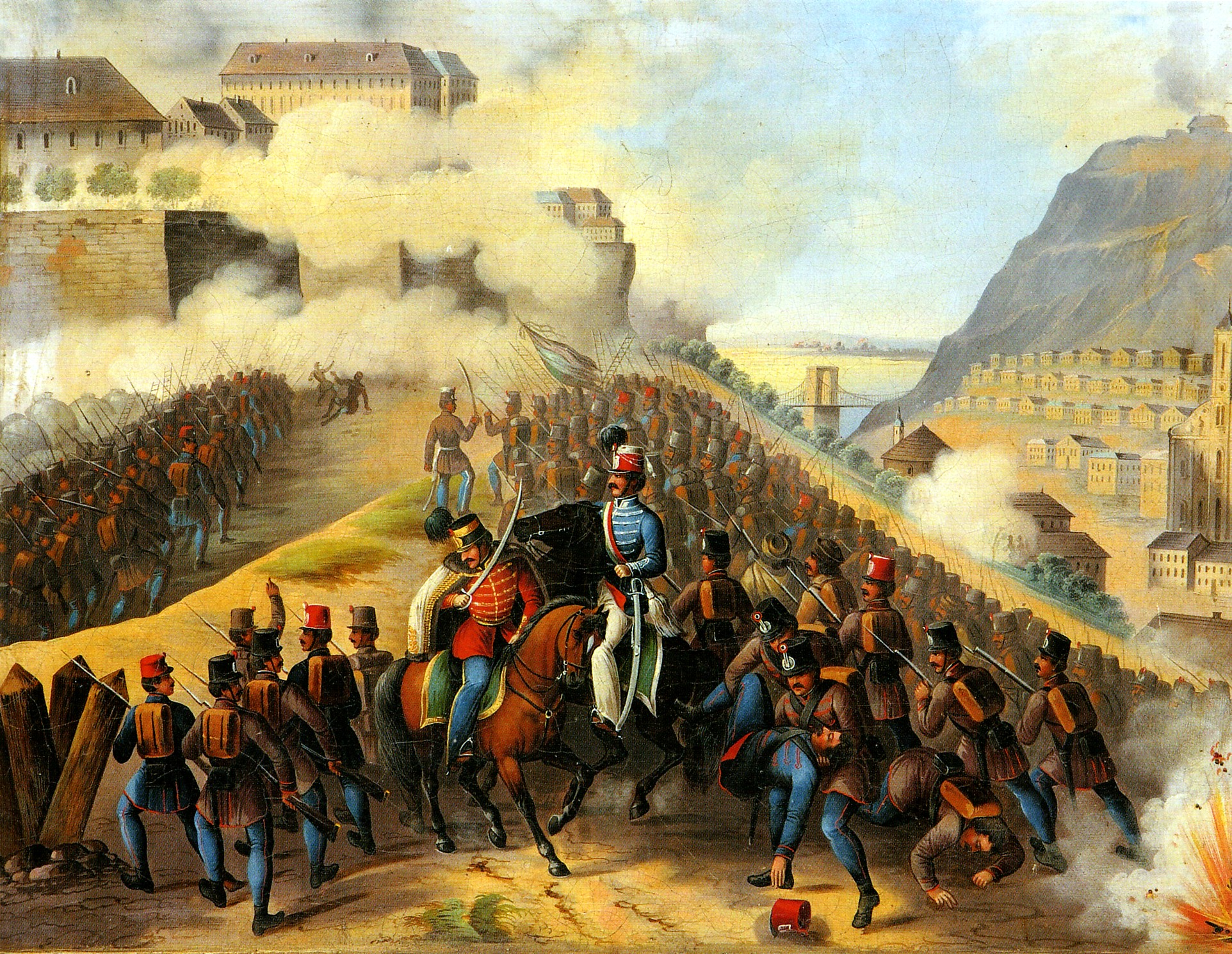
Buda ostroma 1849-ben

1684. július 10-én megkezdődött Károly lotaringiai herceg és Miksa Emánuel bajor választófejedelem által vezetett első ostrom a török ellen. Az ostromot 109 nap küzdelem után abbahagyták. 1686. június 24-én megkezdődött a vár Lotaringiai Károly és Miksa Emánuel által vezetett második, sikeres ostroma. 1686. szeptember 2-án foglalták vissza Budát a szövetséges hadak a törököktől.
A várban szabadrablás folyt, tűzvész pusztított, a lakosságot nagy részét lemészárolták. A visszafoglalás után a falak helyreállítása azonnal megkezdődött. A területre leginkább németajkú lakosságot telepítettek be.

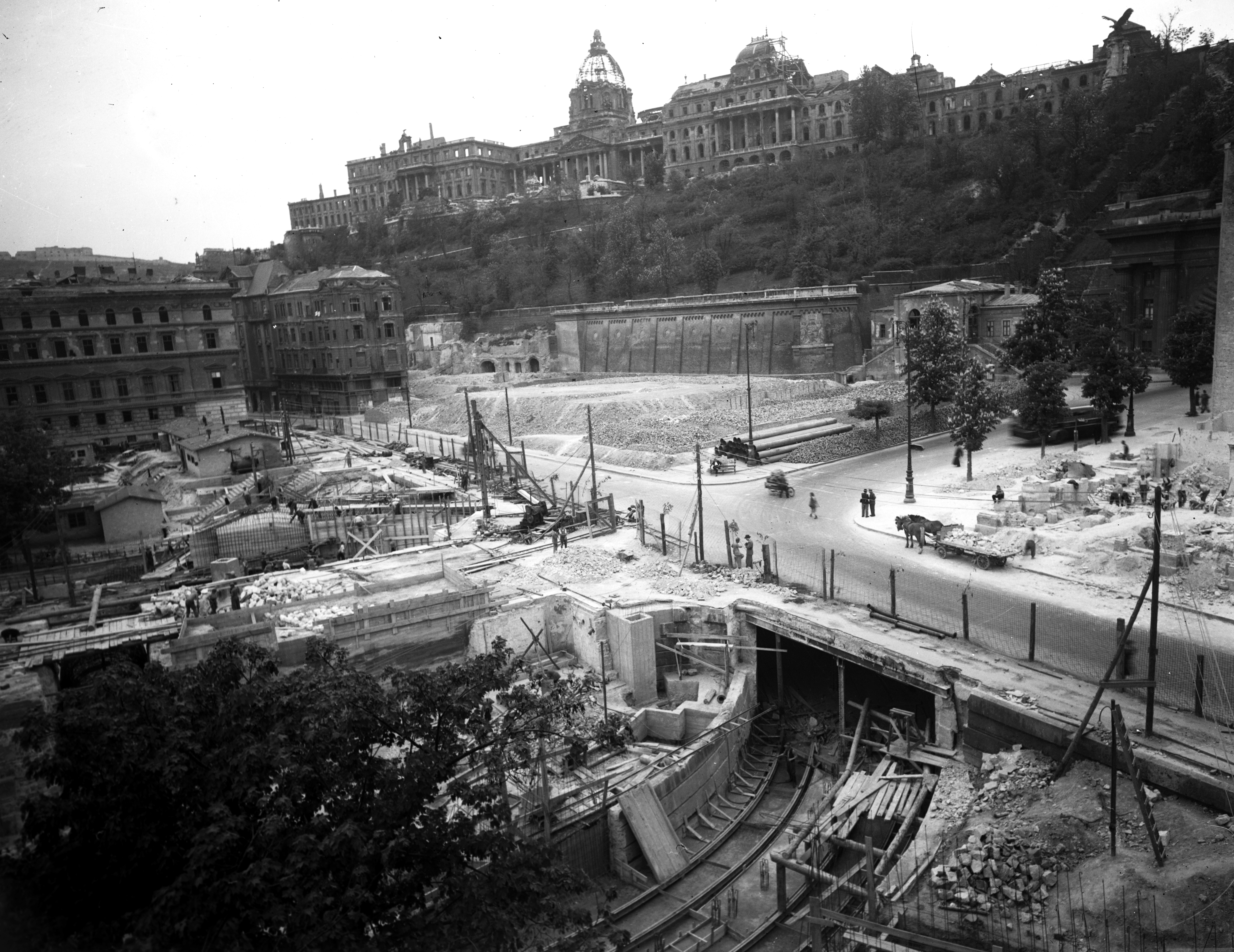
A romos Budavári Palota 1949-ben, előtérben a Clark Ádám tér

1849. május 4-től május 21-ig tartó ostrom után Görgei Artúr tábornok honvédseregei elfoglalták a várat a császári seregektől.

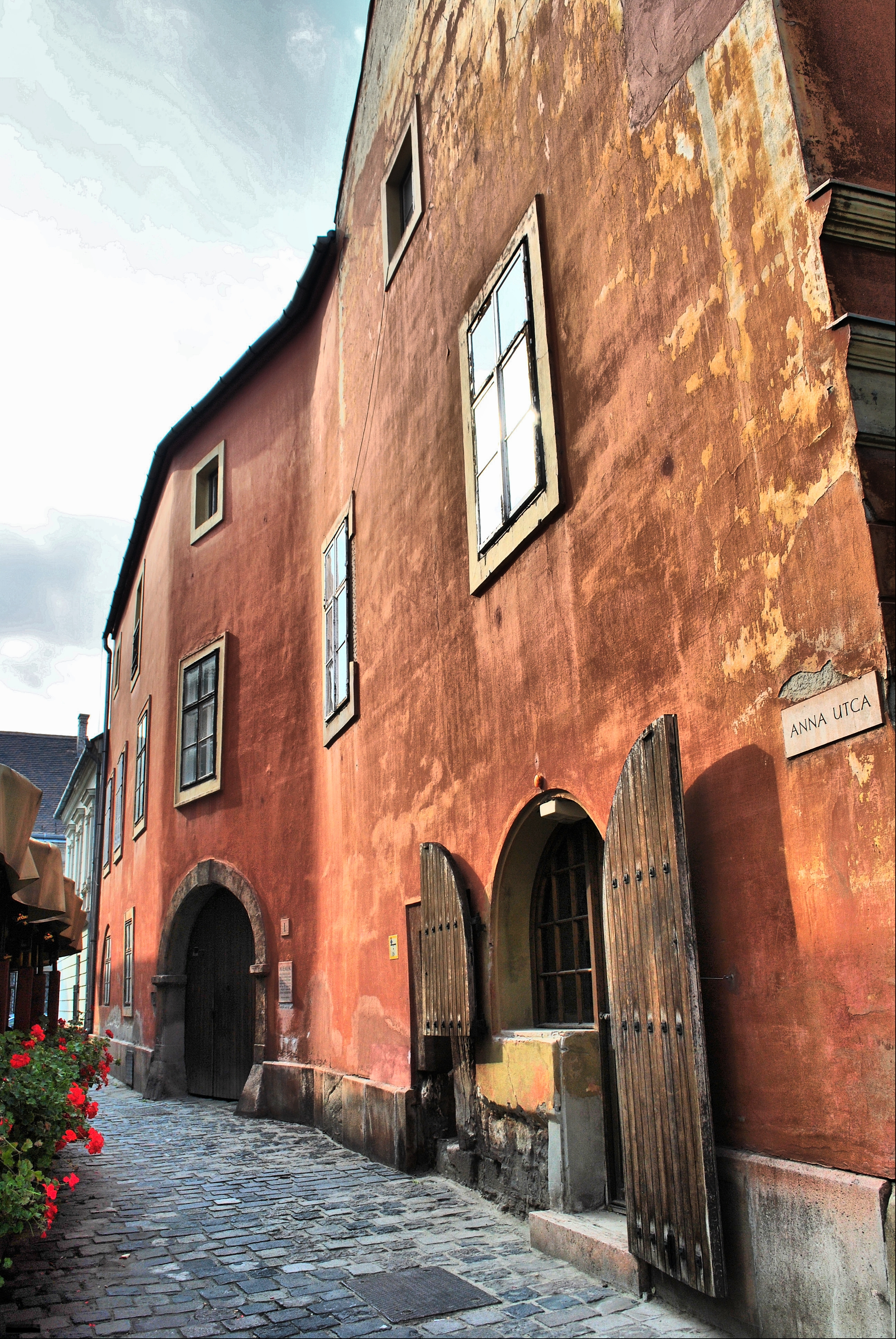
Egyemeletes lakóház az Anna utcában

1749-ben kezdődött meg a palotaépület helyrehozatala, amire Mária Terézia akkori magyar királynő is áldását adta, de az építéshez szükséges pénzt a magyaroknak kellett előteremteni hozzá. Elkészülése után maga Mária Terézia ugyanakkor csak kétszer járt benne. Később a Nagyszombati Egyetemnek adott otthont, majd 1795-től nádori rezidenciaként szolgált tovább. A tavaszi hadjárat során megsérült, amit kijavítottak ugyan, de ekkor már érzékelték, hogy az épület nem elégséges méretű a császár és udvartartása fogadására. 
A szabadságharc leverése után a császáriak megkezdték a romos vár kijavítását. Ennek során 1875 és 1882 között felépült a Várkert Bazár, lebontották a Vízi-rondellát és a hozzá csatlakozó falak Duna-parti szakaszát.
1885-ben Ybl Miklós kezdte megtervezni a palota bővítését, 1890-ben kezdődtek a munkálatok, amiknek tervezését Ybl egy évvel későbbi halála után Hauszmann Alajos vette át, az ekkori bővítés során számos korábbi korszakból származó épületet el vagy visszabontottak. Az átépítésekkel 1905-re készültek el, ekkor nyerte el először a palotaegyüttes a ma is ismert formáját.
1944–1945 között, a második világháború alatt a budai Várnak még egy súlyos ostromot kellett kiállnia. A kormányzati, közigazgatási funkciójú épületek miatt komoly célpontnak számított. 1946-ban kezdődött meg a vár és a polgárváros régészeti feltárása és helyreállítása.
A második világháborúban a Budavári Palota és a Várnegyed jelentős része is elpusztult. A műemlék épületek jelentős részét az 1960-as évek során közel eredeti formájukban újjáépítették, helyreállították, egy kisebb részét lebontották, vagy éppen a Kádár-korszakra jellemző hiánygazdaság és a szűkös költségek behatárolt mozgástere miatt új, egyszerűbb homlokzati kialakítással építették vissza. (Ekkoriban építészeti szempontból számos esetben a dualizmus kori helyett a barokk és a klasszicista, összességében leginkább a középkori állapot szerinti helyreállításra törekedtek.) A foghíjtelkekre modern, vasbeton vázas épületek kerültek. A Várnegyedben a 2010-évektől visszaköltöző kormányzati központ szerepig a lakófunkción kívül elsősorban a turizmus és másodrészt a kulturális jelleg dominált.

## Közlekedés
A Várnegyed területére csak engedéllyel lehet behajtani. Északról, a Széll Kálmán tértől a 16-os, a 16A, a 116-os és a 916-os busszal, vagy gyalog, nyugatról, az Attila út felől gyalog és liften, délről, a Tabántól gyalog, míg keletről a 16-os, 216-os és 916-os busszal valamint a siklóval és a Toldy, illetve az Egyetemi Katolikus Gimnázium, valamint a Halászbástya mellett gyalog lehet feljutni.

## Látnivalók

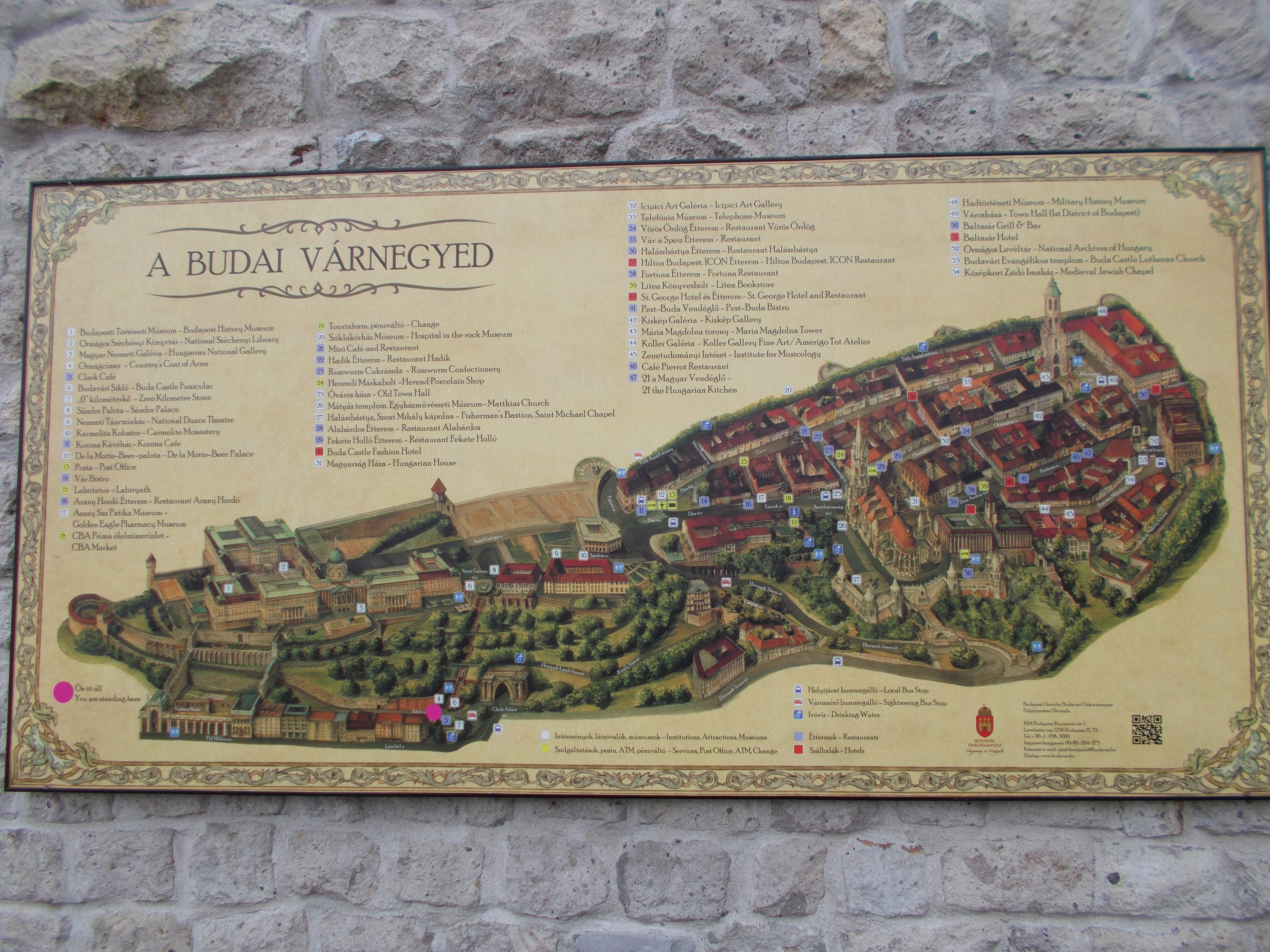
Átnézeti térkép

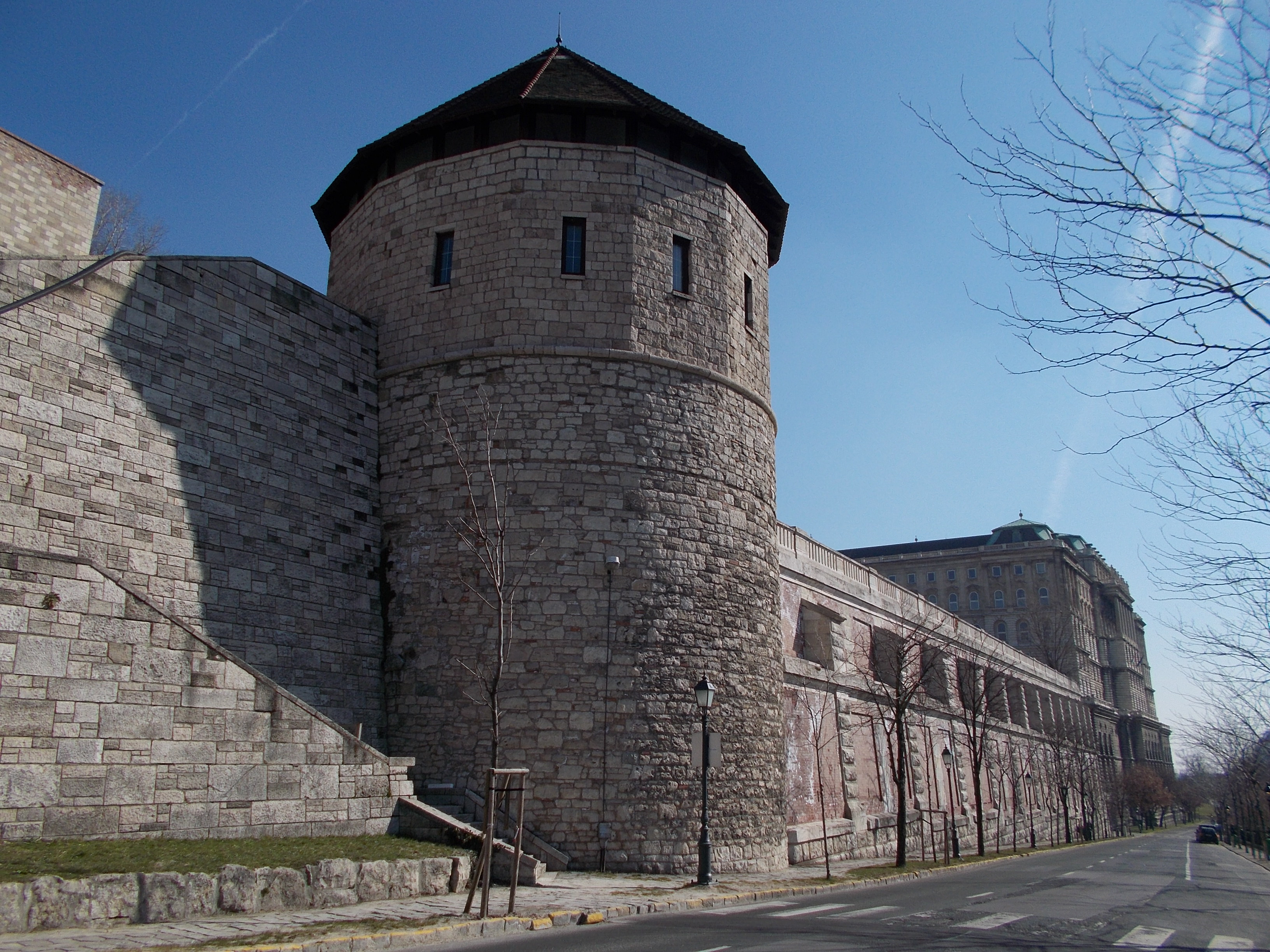
Karakas pasa tornya (felújítás előtt)

### A budai vár
- Budavári nagy rondella
- Budavári Palota
  - Budapesti Történeti Múzeum
  - István-torony
  - Magyar Nemzeti Galéria
  - Országos Széchényi Könyvtár
- Buzogánytorony
- Karakas pasa tornya
- Fehérvári rondella
- Szent György tér
  - Budavári sikló
  - Sándor-palota
  - Miniszterelnökség (volt Várszínház és Karmelita kolostor épületegyüttese)

### Történelmi lakónegyed

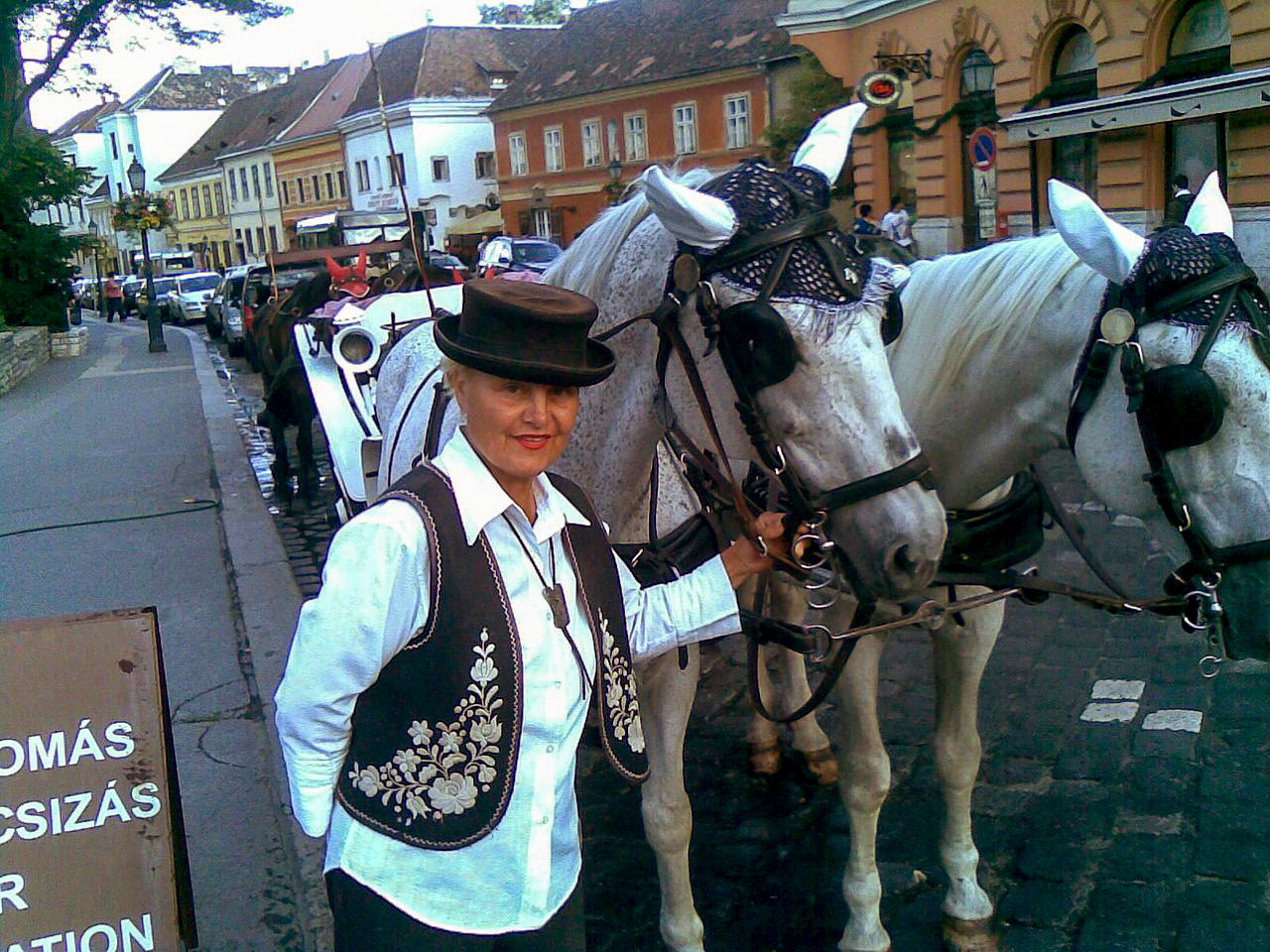
Fiákerek a budai Várban

- Barokk stílusú lakóházak
- Dísz tér
- Hadtörténeti Intézet és Múzeum
- Telefónia Múzeum
- Halászbástya
- Mária Magdolna-templom
- Szentháromság tér
  - Mátyás-templom
  - Régi budai városháza

- - Szentháromság-szobor
- Szent Miklós domonkos kolostor
- Arany Sas Patikamúzeum
- Bécsi kapu tér
  - Bécsi kapu
  - Budavári evangélikus templom
  - Magyar Országos Levéltár
- Sziklakórház
1939-44-ig majd 1958-62-ig építették. Légoltalmi szükségkórháznak használták a második világháború alatt 1944 februárjától 1945 májusáig, majd 1956. október 25-től 1957 elejéig. Utána titkosították.[9] A létesítmény 2008 márciusától látogatható és hadiorvoslási és polgári védelmi kiállítást láthatnak a látogatók a Sziklakórház eredeti berendezésével együtt. A látványosság nemzetközi szinten is páratlan.

## Barlangok és pincék
A Budai Várnegyed alatt kiterjedt barlang- és pincerendszer húzódik meg, amelyet a második világháború alatt kórháznak és raktárnak használt a német és a magyar hadsereg. A Budavári labirintus egyik fő lejárata az Úri utcában található.

## Galéria

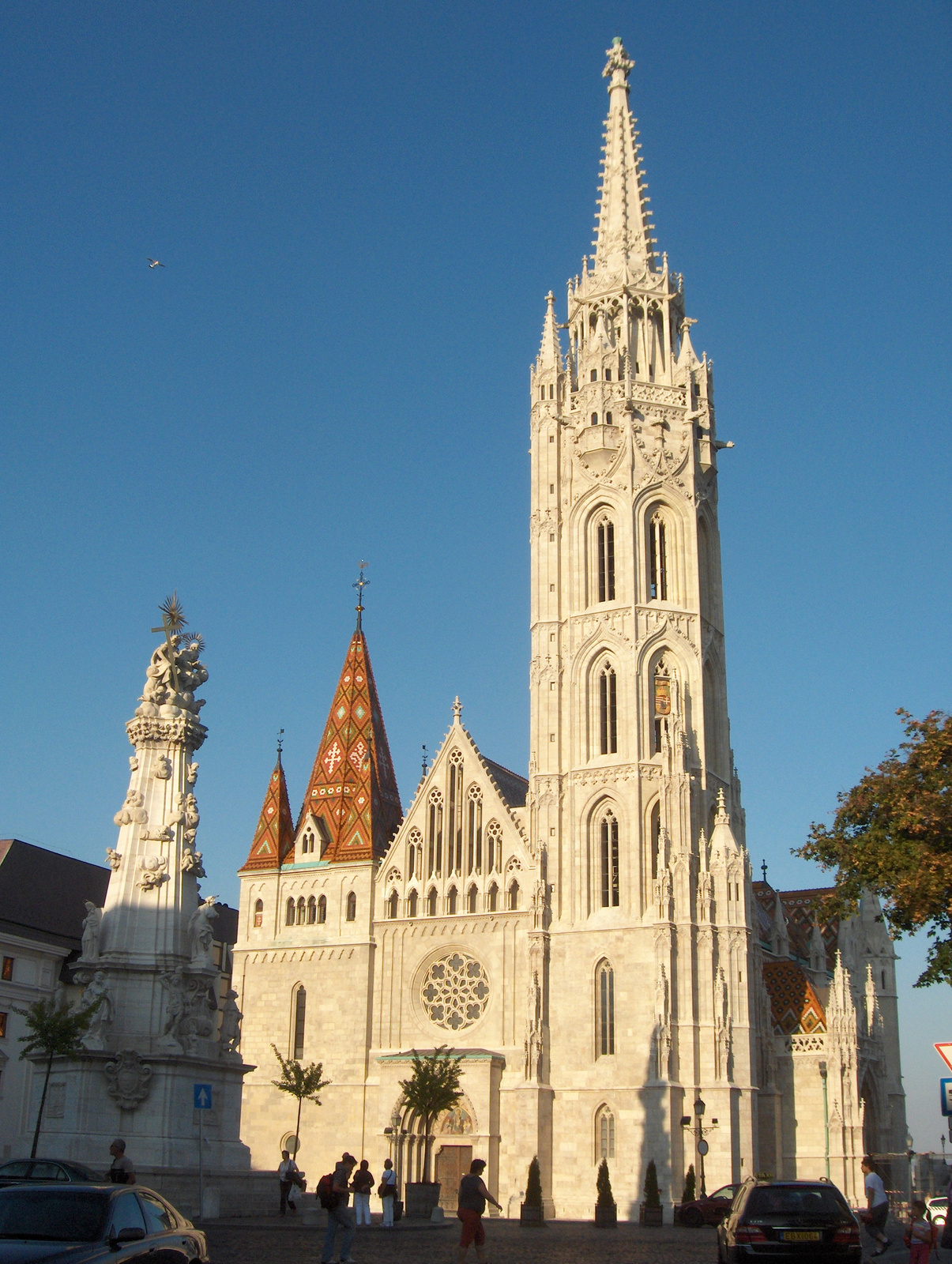
A Mátyás-templom
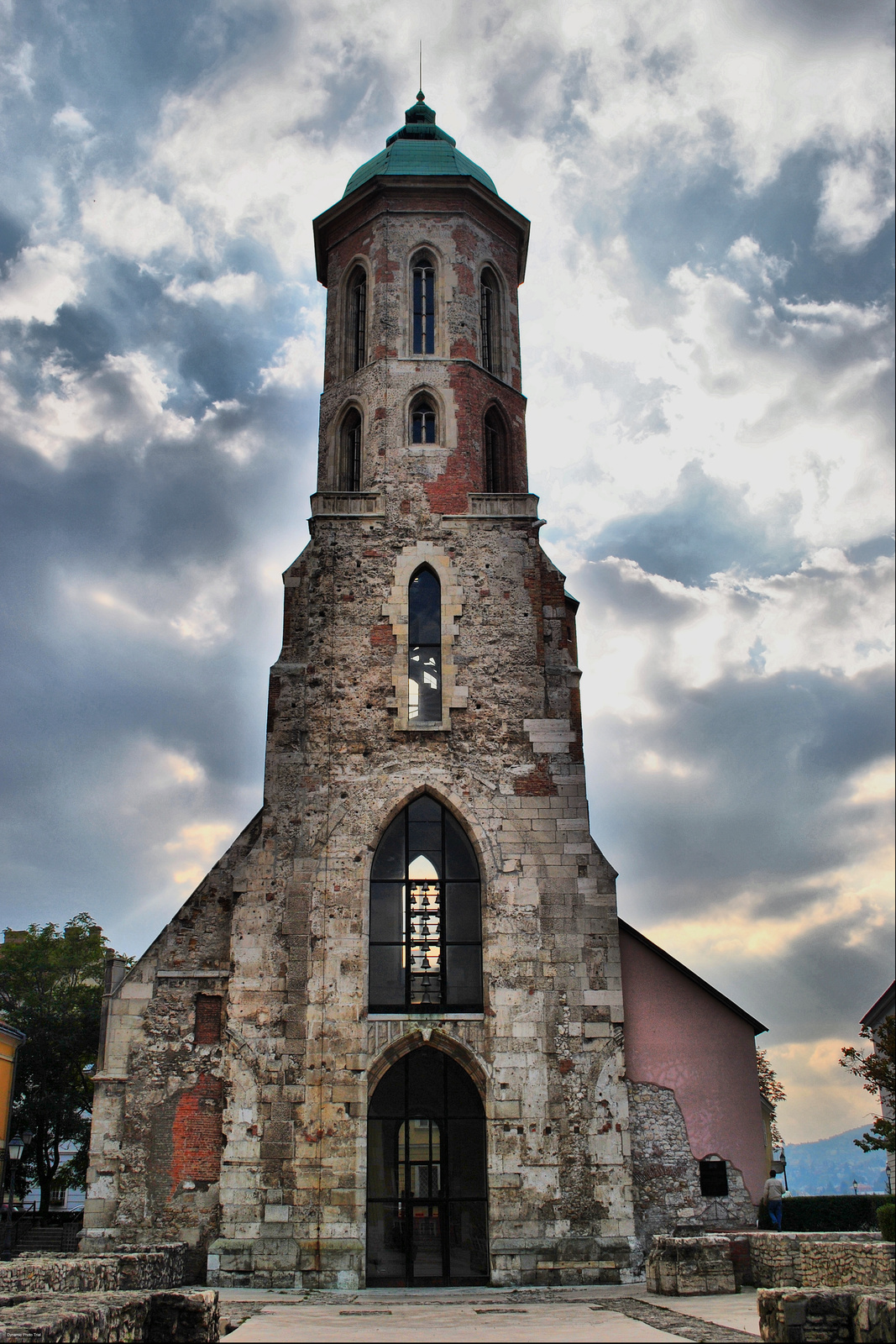
A Mária Magdolna-romtemplom tornya
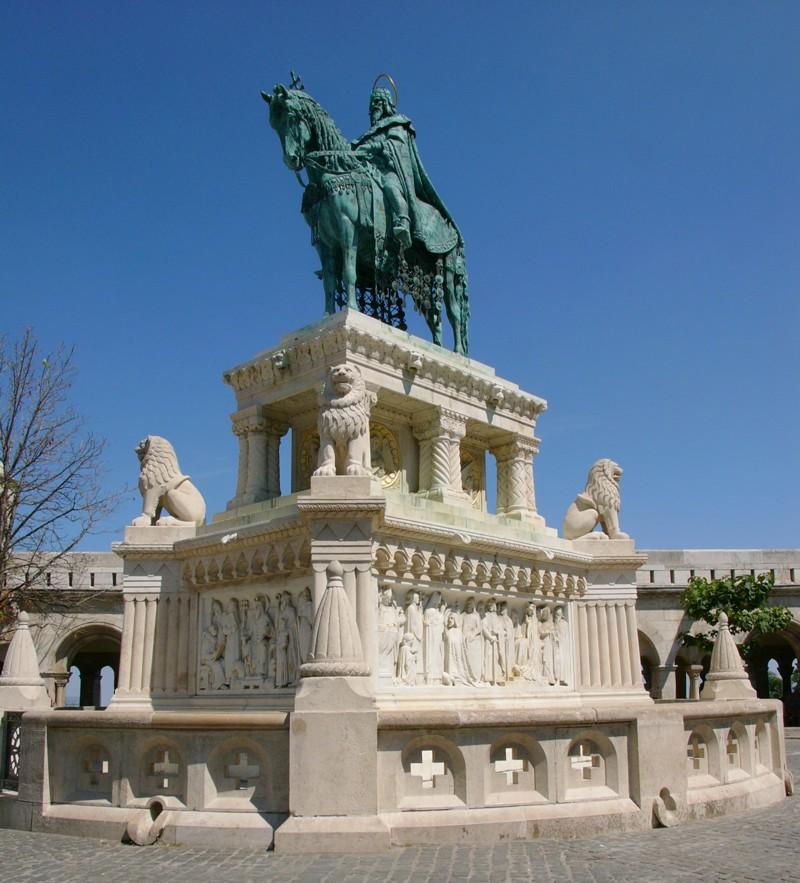
Szent István magyar király lovasszobra
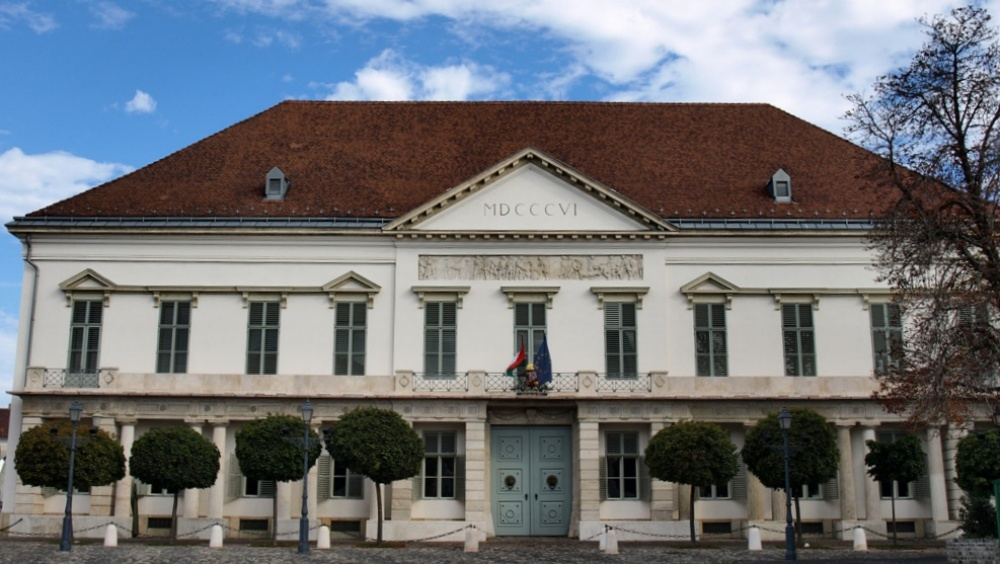
A Sándor-palota
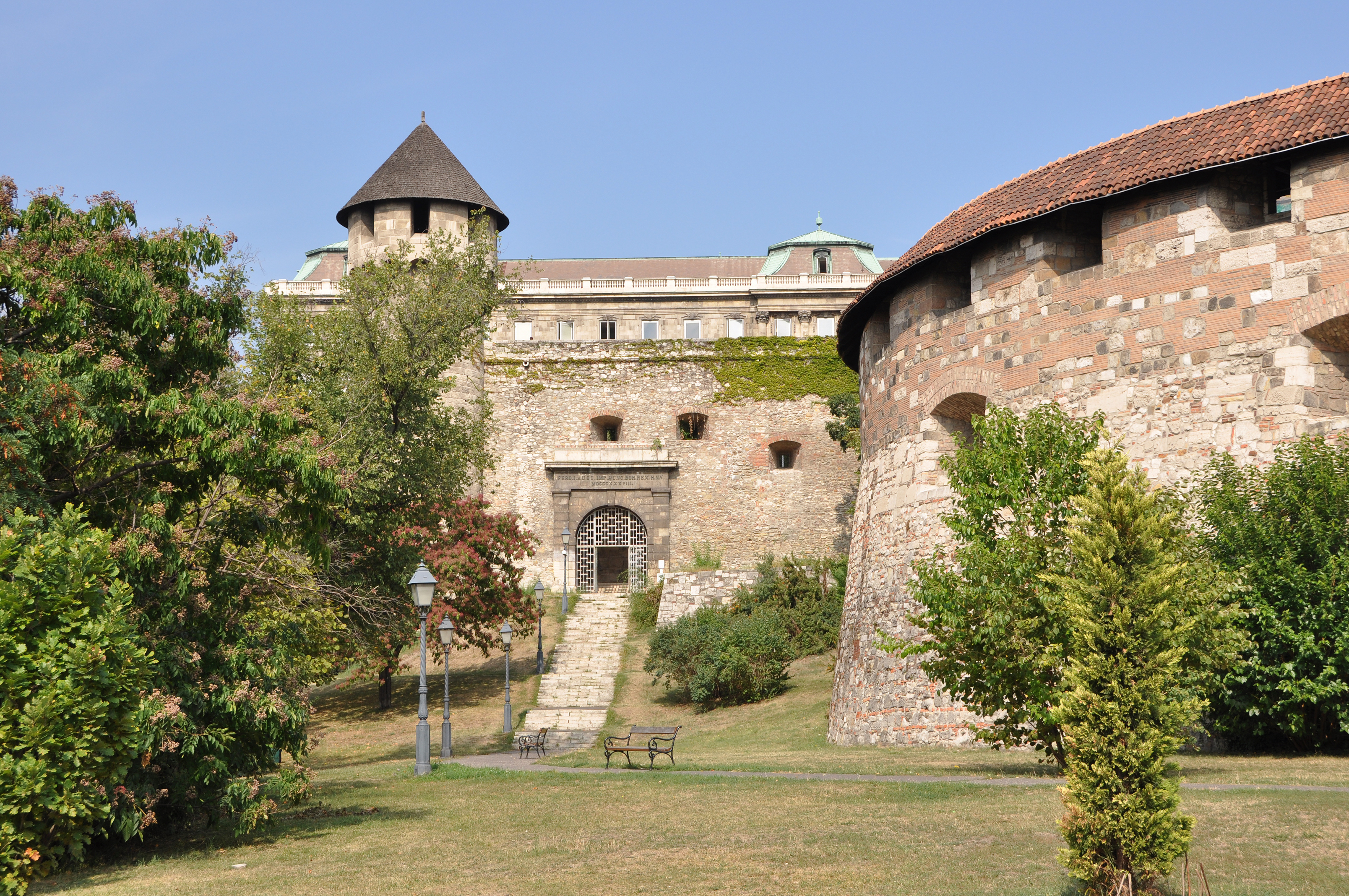
A Buzogánytorony, és a déli várfal
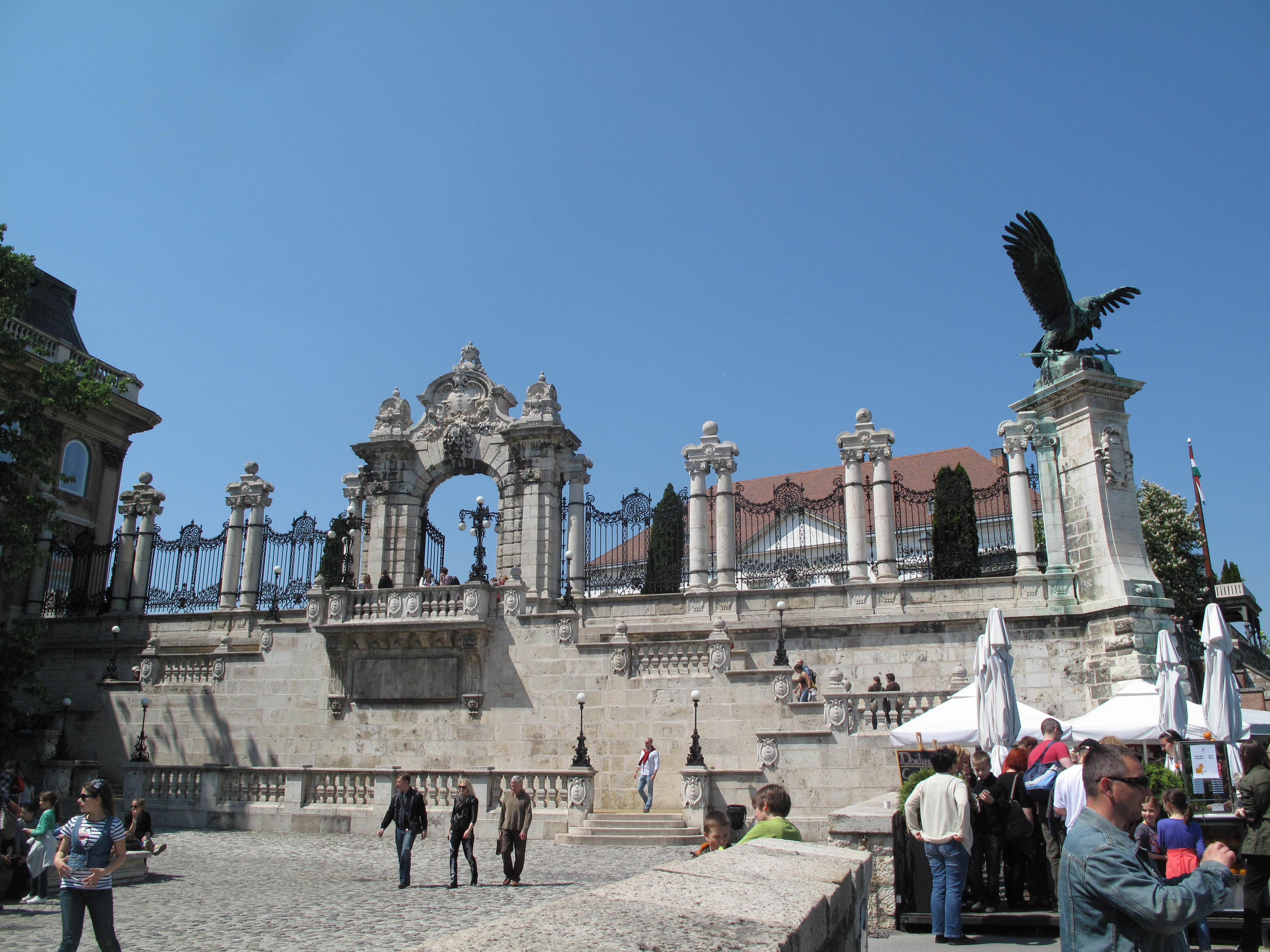
A Habsburg-kapu és a Turul
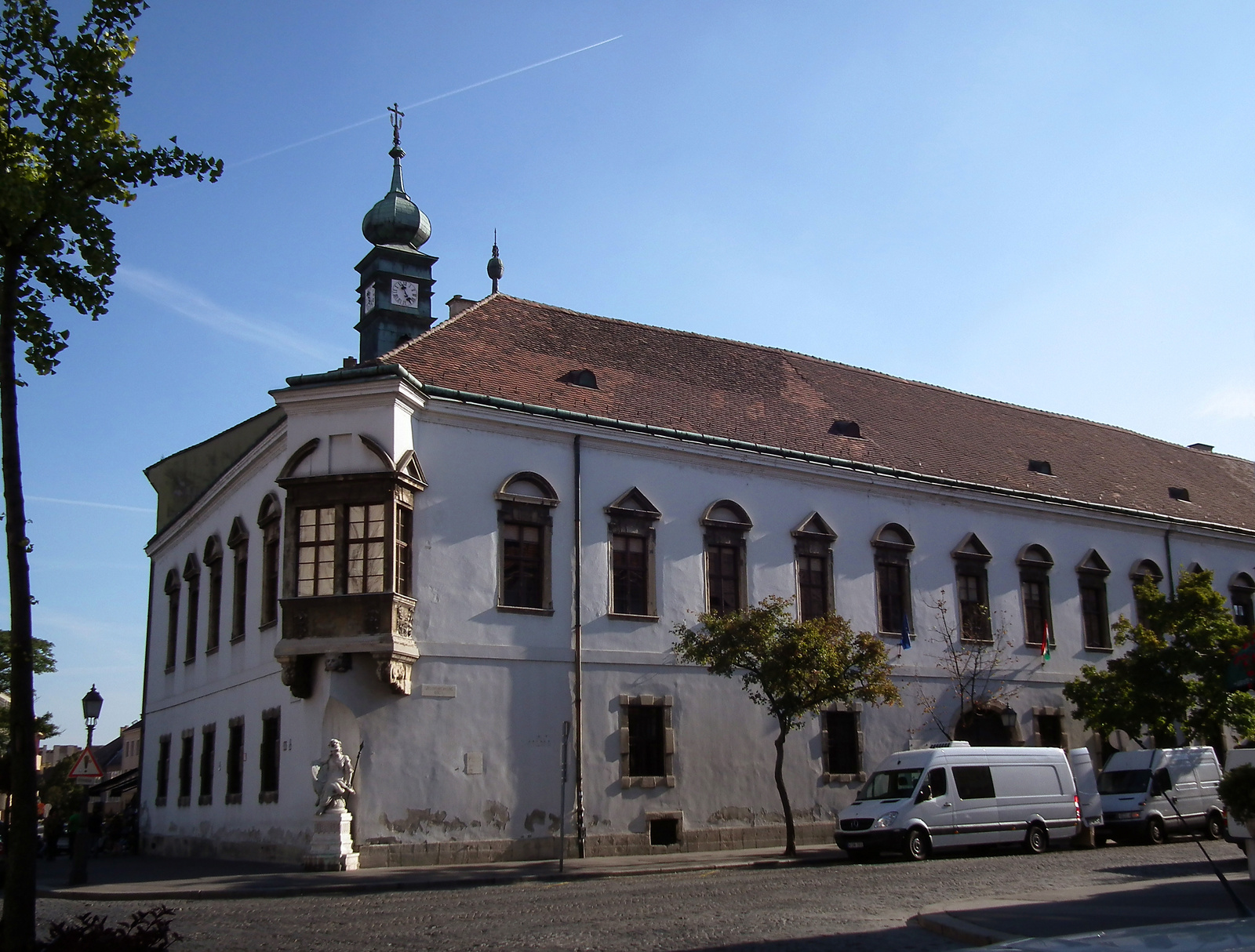
Buda egykori városháza
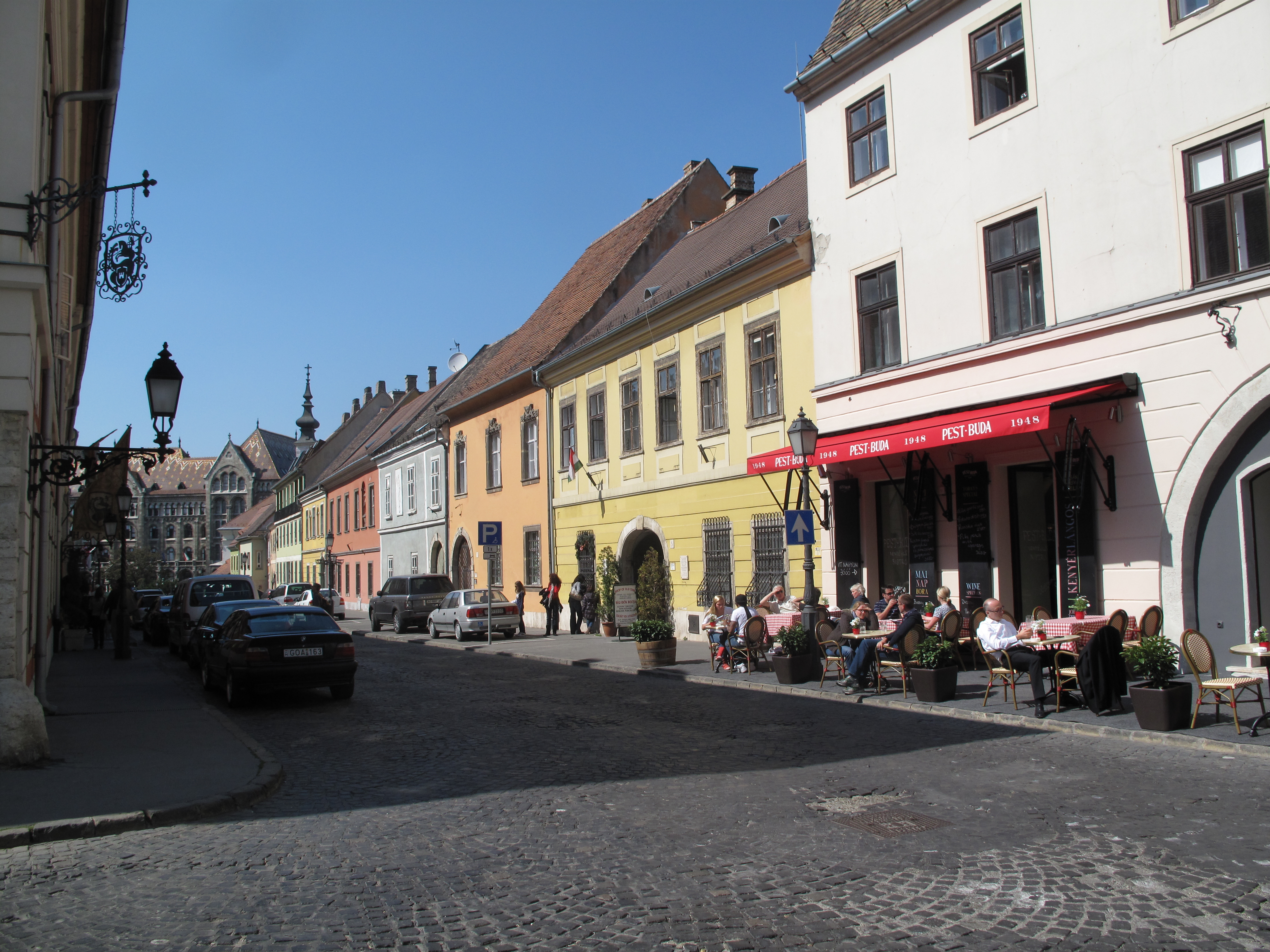
A Fortuna utca
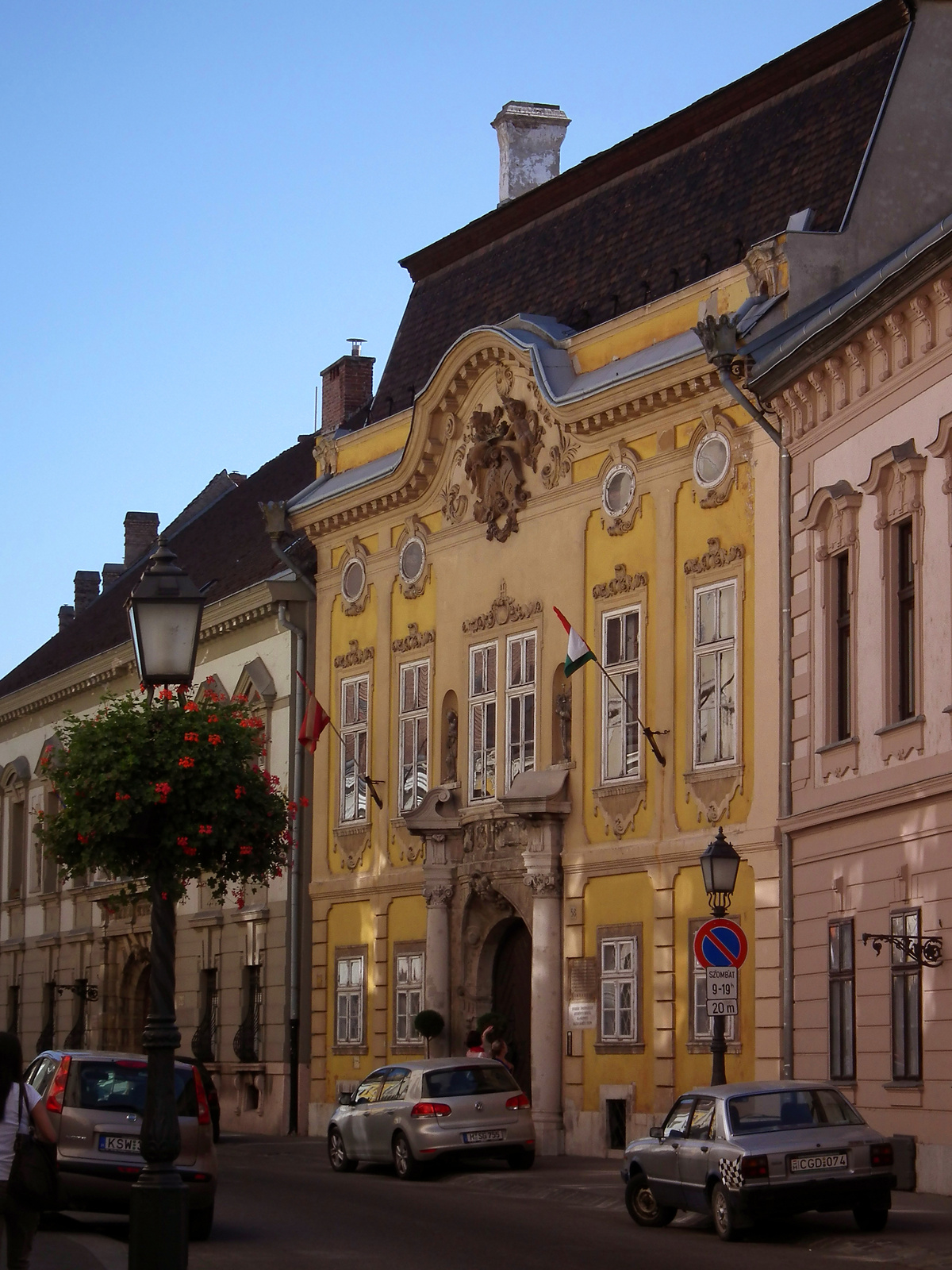
Egyemeletes lakóház a várban
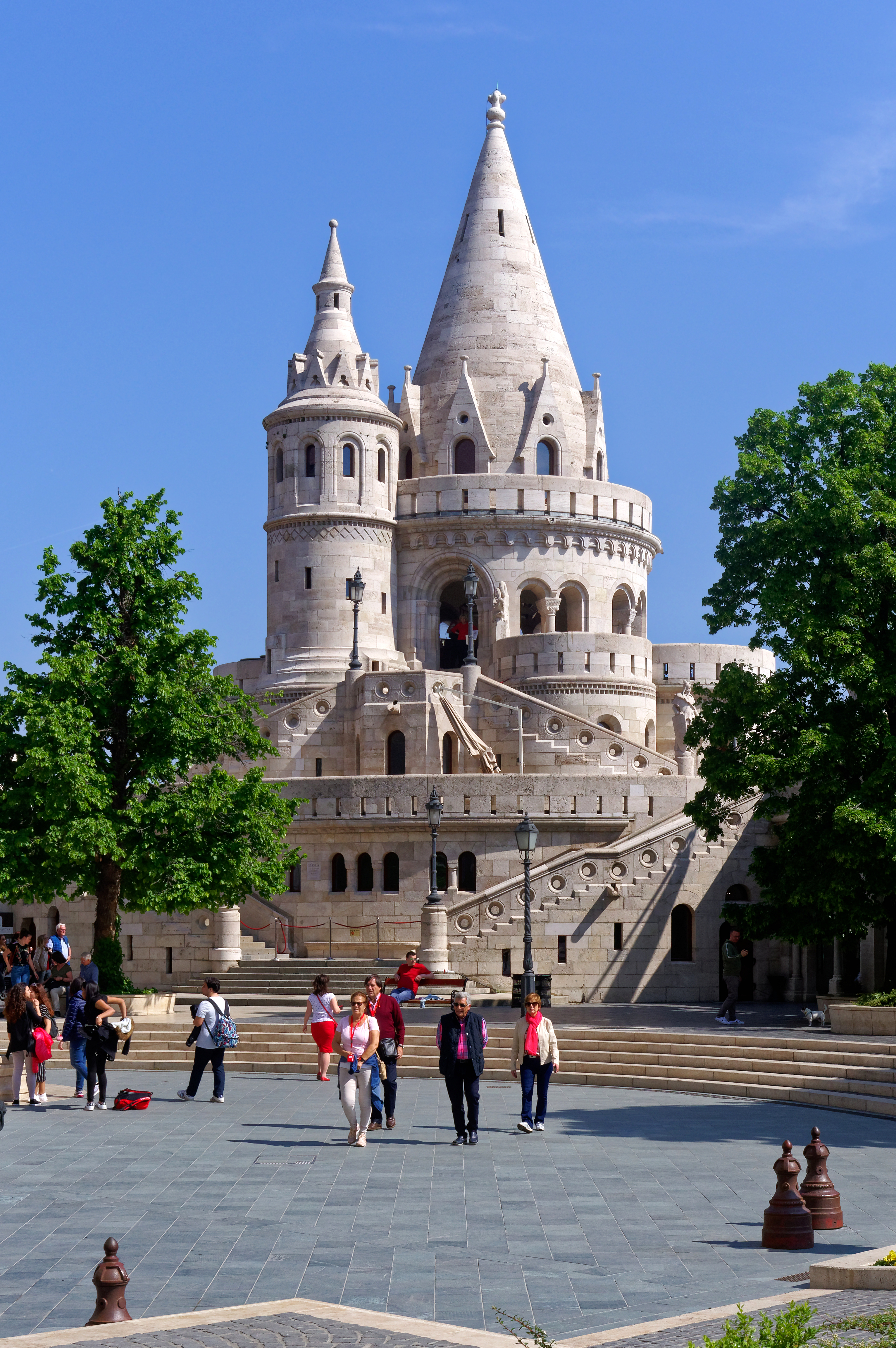
A Halászbástya
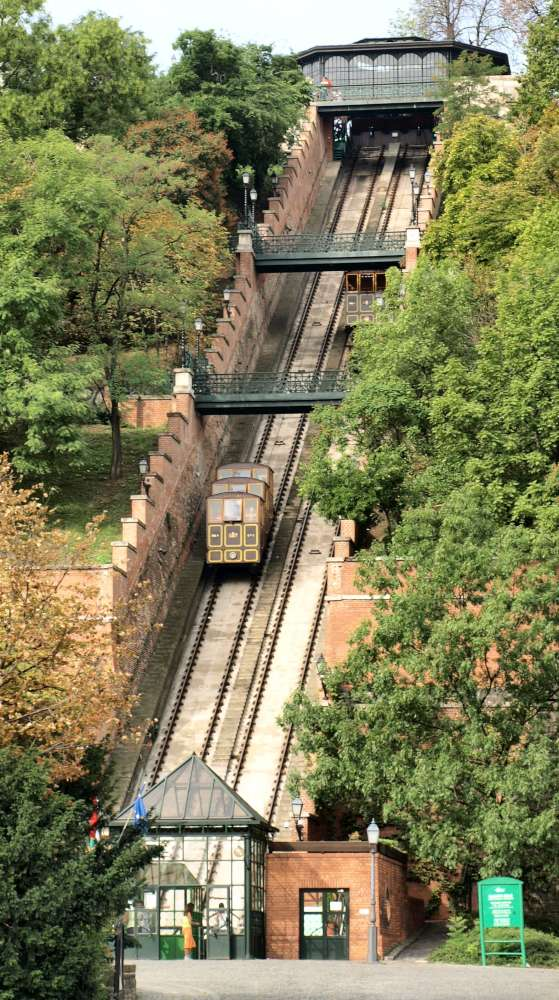
A Budavári sikló
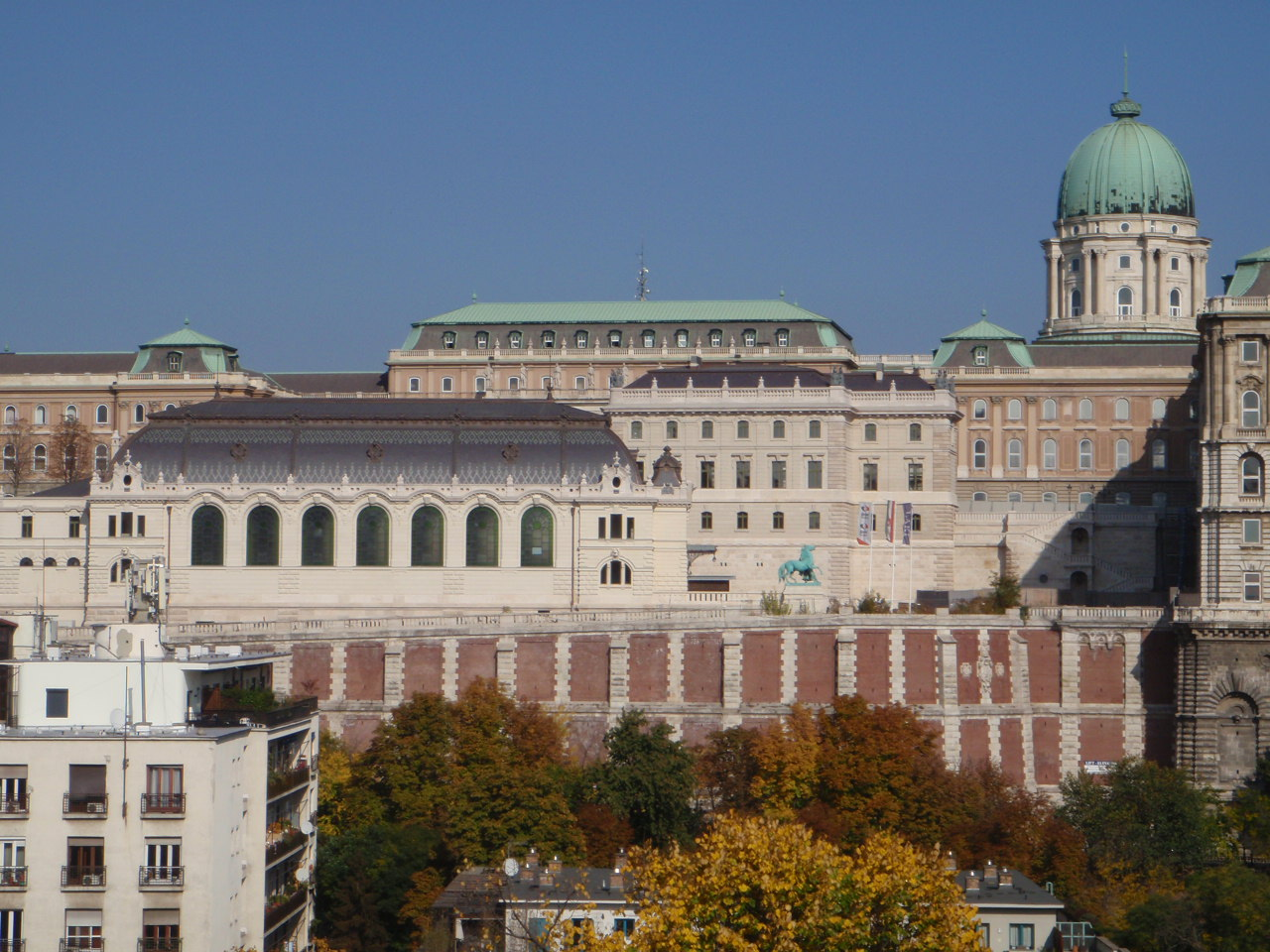
A lovarda épülete
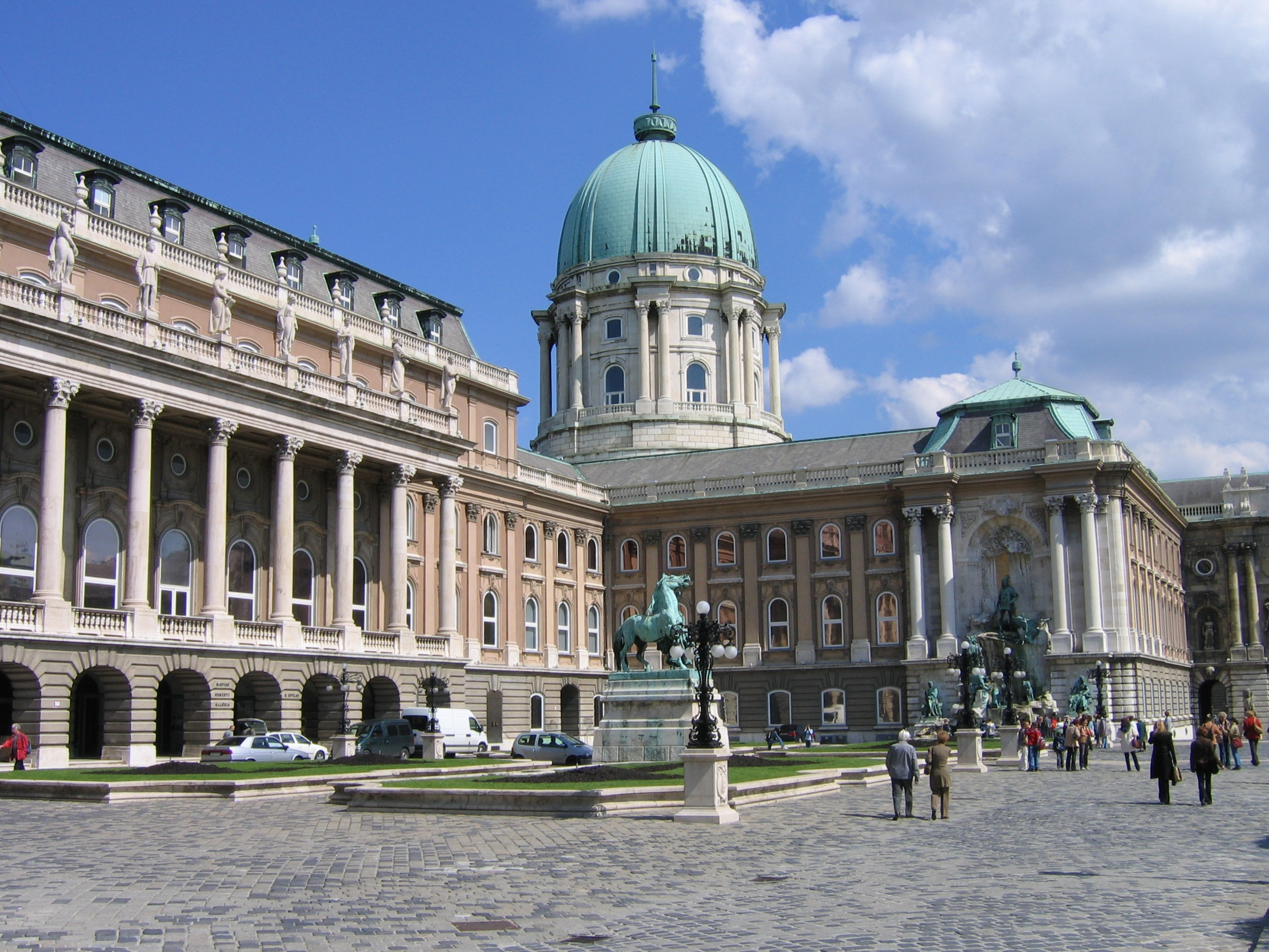
A Budavári Palota
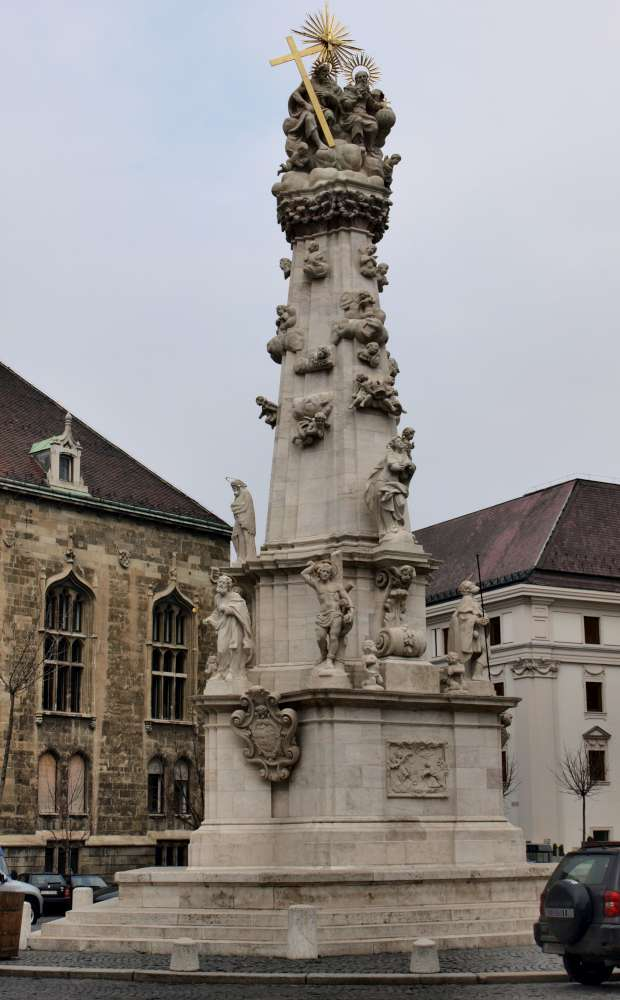
A Szentháromság-szobor
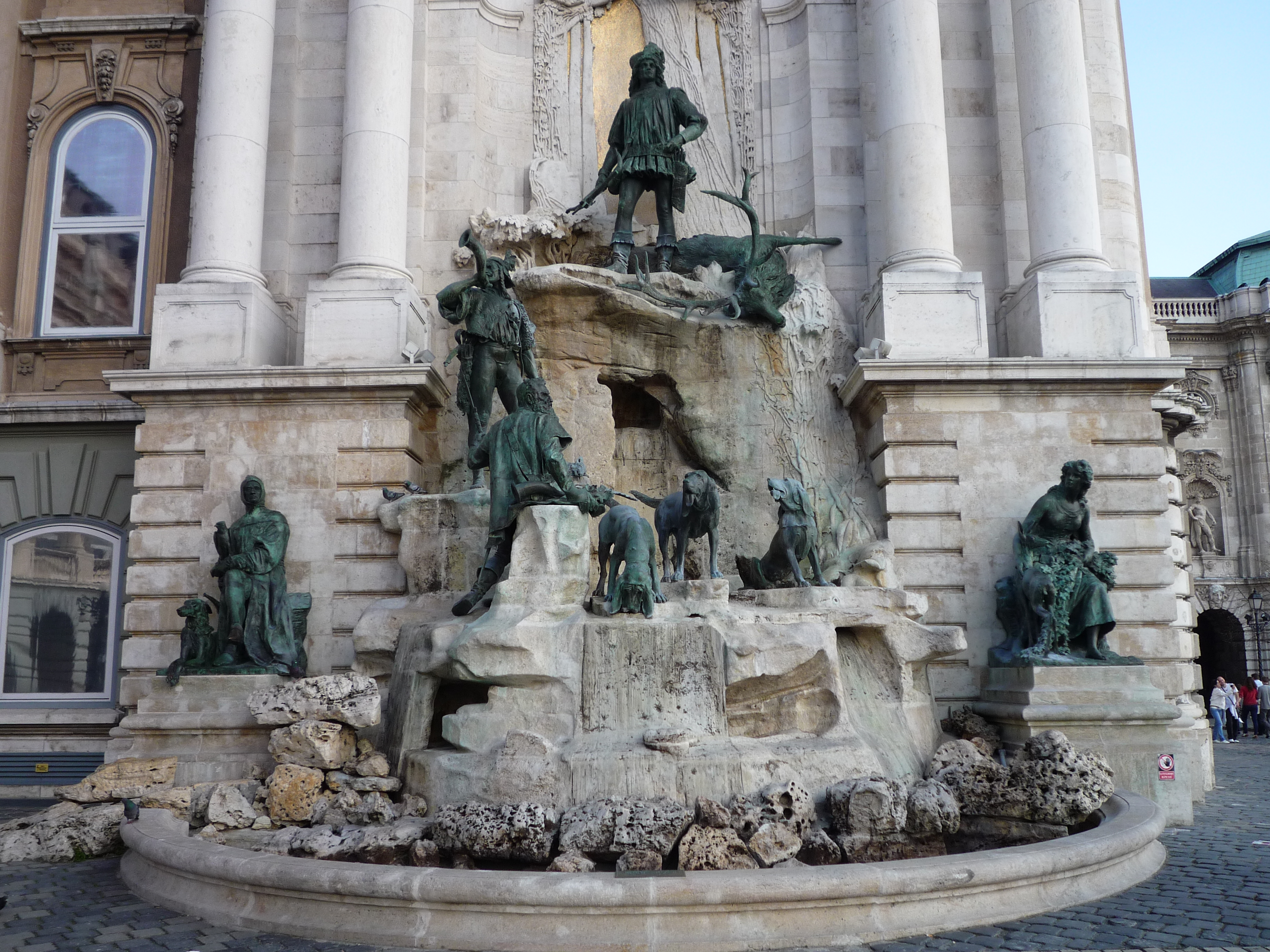
A Mátyás-kút
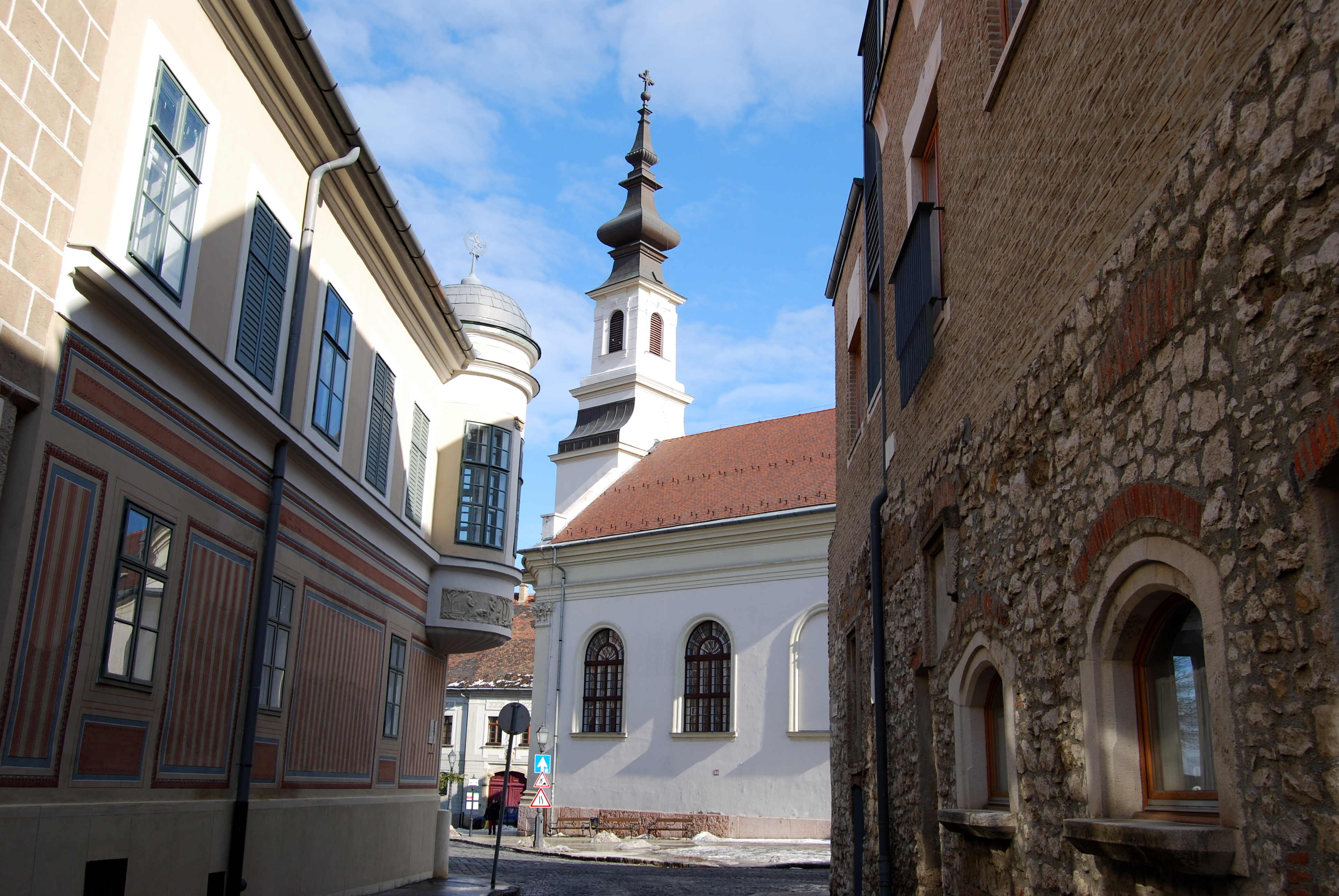
Budavári evangélikus templom
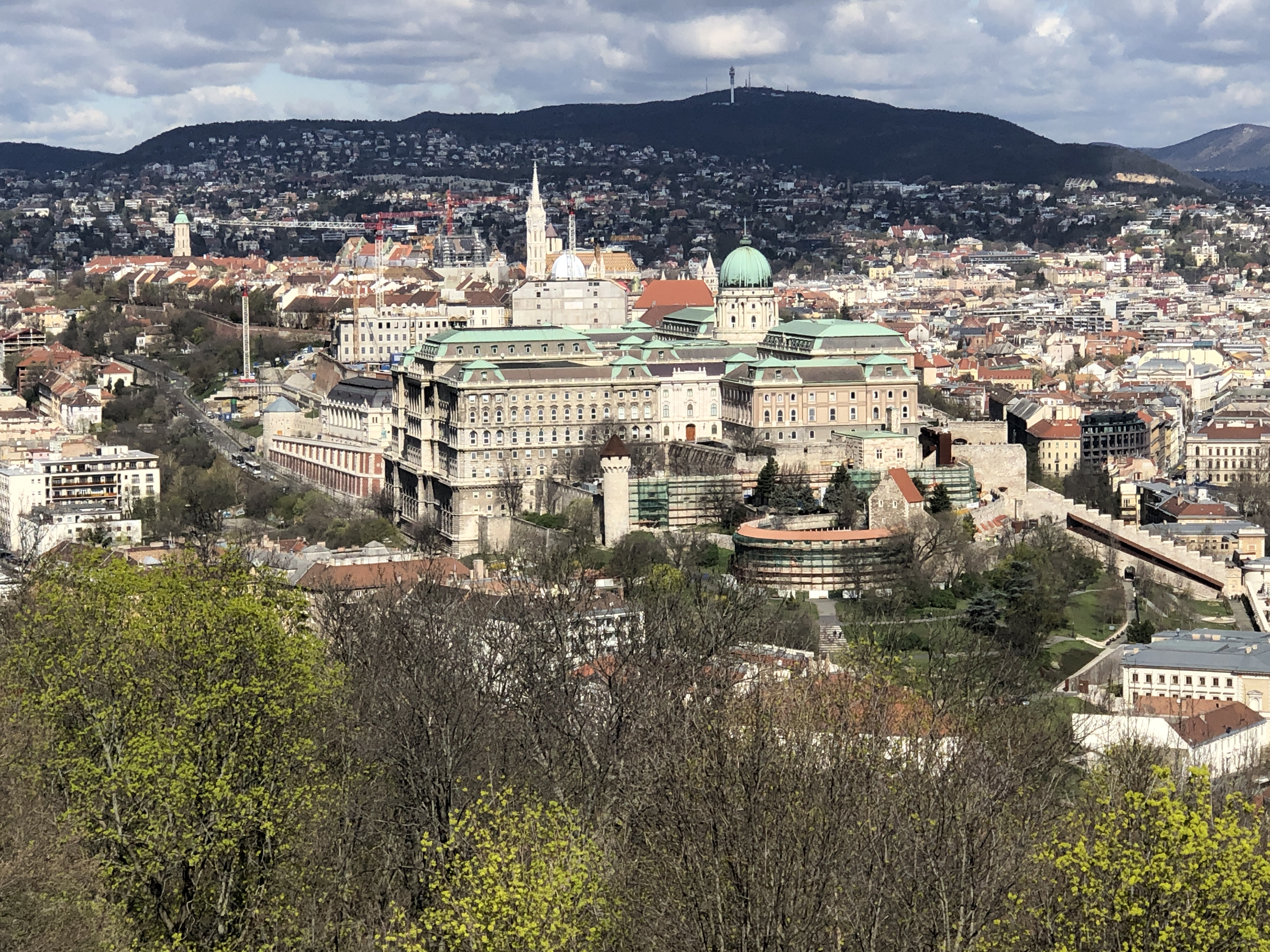
Palota a Citadellából, 2023 március